# Kanalüberführung Münster-Gelmer

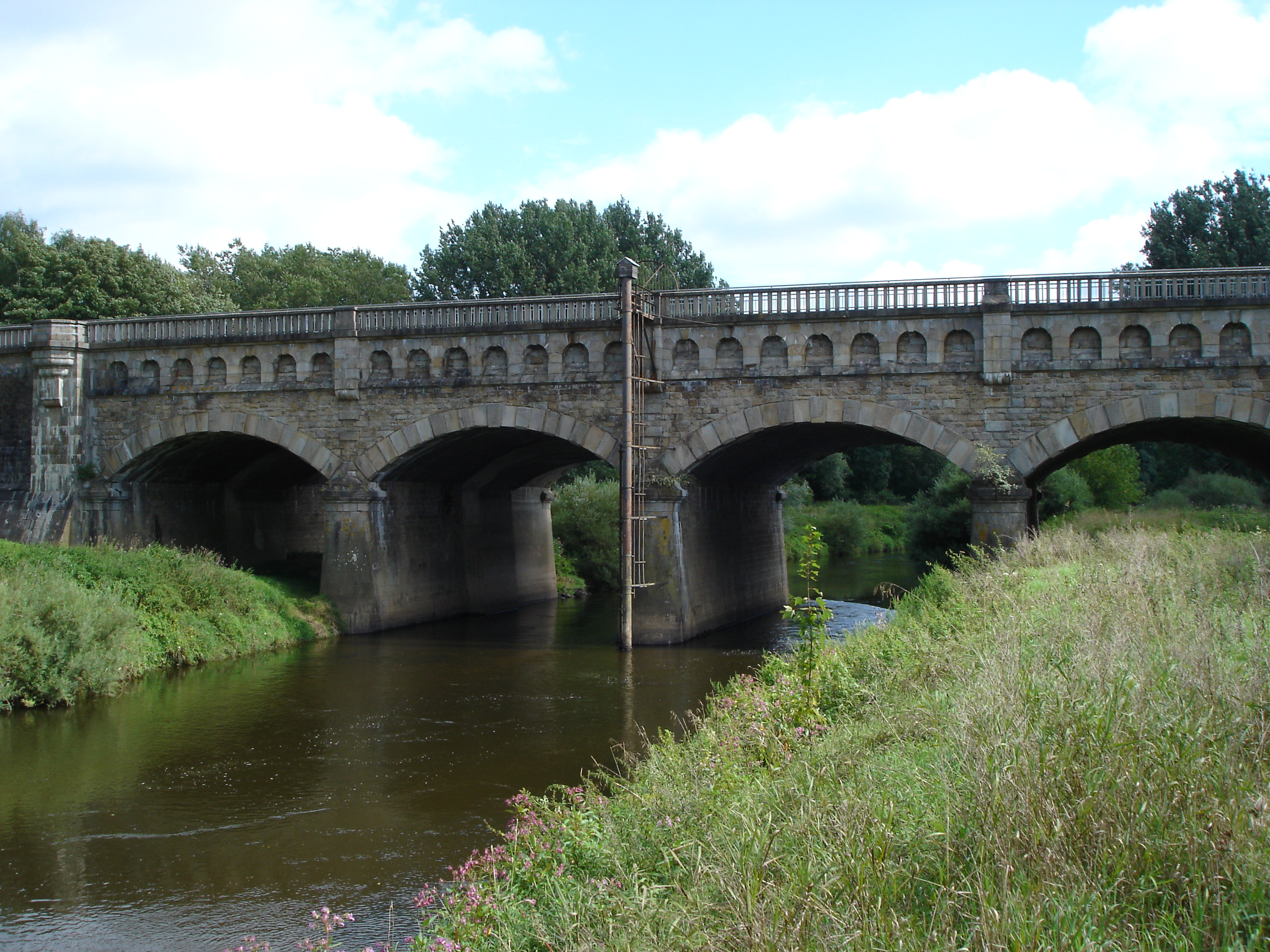
Nordansicht der Überführung

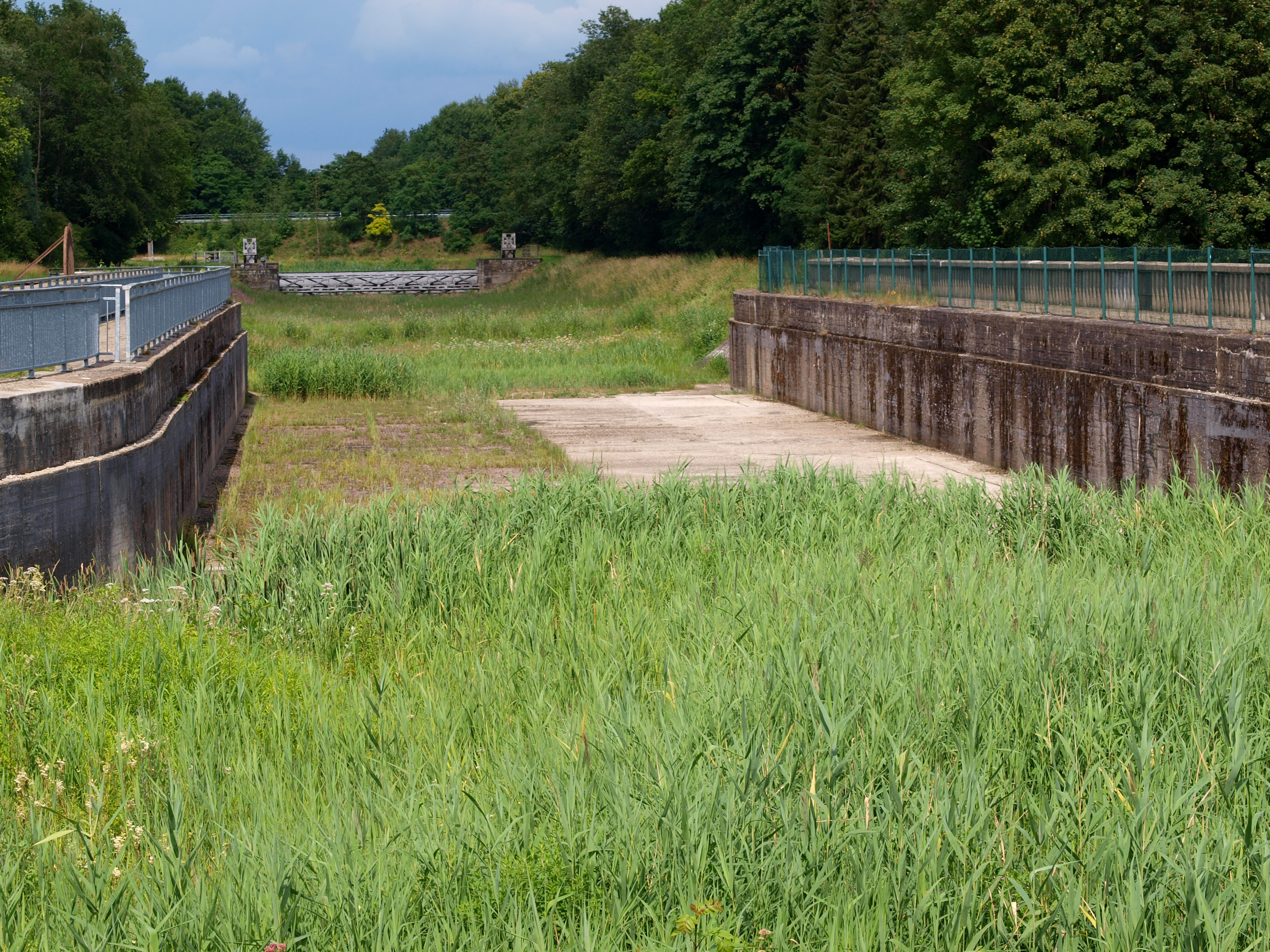
Blick in den Trog, im Hintergrund das Sperrtor

Die Kanalüberführung bei Münster-Gelmer ist ein bedeutendes Industriedenkmal aus dem ausgehenden 19. Jahrhundert. Es ermöglichte die Überführung der „Alten Fahrt“ des Dortmund-Ems-Kanals über die Ems in unmittelbarer Nähe von Gelmer. Aufgrund der Gebietsreform in Nordrhein-Westfalen zum 1. Januar 1975 befindet sich das Bauwerk seitdem zu einem Teil auf dem Gebiet der Stadt Münster, zum anderen Teil auf dem der Stadt Greven, da nun Stadtgrenze in diesem Bereich der Flusslauf ist.

## Geschichte

### Alte Kanalüberführung
Der Bau der Kanalüberführung erfolgte zwischen 1893 und 1897 im Zuge des Baus des Dortmund-Ems-Kanals. Da der Kanal mit einer Breite von 18 m und einer Tiefe von 2,50 m für Schiffe mit einem Gewicht von bis zu 600 t angelegt wurde, musste das Bauwerk entsprechend konstruiert sein. Die Überquerung wurde zu diesem Zweck als gemauerte Bogenkonstruktion mit insgesamt vier Bogenöffnungen je 12,60 m Breite errichtet. Die auf Beton gegründeten Pfeiler und das aufgehende Mauerwerk bestehen aus Ibbenbürener Sandstein, die Bögen selbst wurden aus Klinkern verschalt und sodann mit Beton ausgegossen. Alle sichtbaren Flächen wurden mit Ruhrsandstein verkleidet. Zu beiden Seiten war die Überführung mit Brückentürmen verziert, die bis Ende der 1930er Jahre bestehen blieben. Zur Abdichtung der Fahrrinne wurde sie mit Bleiplatten ausgelegt. Hergestellt wurde das Bauwerk von der Firma Bernhard Liebold aus Holzminden, welche europaweit Brücken baute, darunter auch die Friedensbrücke in Plauen mit dem größten freischwebendem Beton-Bogen weltweit.
Bereits nach dem Ende des Ersten Weltkriegs war die Kanalüberführung den Anforderungen nicht mehr gewachsen, sie wurde 1939 durch eine „Neue Fahrt“ mit geänderter Kanalüberführung ersetzt. Nach deren Fertigstellung waren beide kurzzeitig parallel in Betrieb. In der Nacht vom 12. auf den 13. August 1940 wurde das alte Bauwerk von fünf alliierten Bombern versehentlich angegriffen. Es erhielt einen Volltreffer. Die Bomber hatten eigentlich den Auftrag, die neue Fahrt zu zerstören. Doch dort war das Wasser mit reflektierenden Folien überdeckt worden, was sie nachts schwer erkennbar machte. Das Kanalwasser ergoss sich in die Ems, ein Auslaufen des Kanals konnte aber durch Schließen des etwa 200 m nordöstlich gelegenen Sperrtores verhindert werden. Anschließend wurde die beschädigte Stelle mit Beton repariert, jedoch wurde die alte Überführung seitdem nicht mehr benutzt und diente nur noch als Reserve für kleinere Schiffe. Die Reparaturstelle an der Südostseite ist noch heute deutlich zu erkennen, Trümmer liegen nach wie vor im Flussbett, die v. a. bei Niedrigwasser der Ems sichtbar werden können.
Nach dem Zweiten Weltkrieg wurde die „Alte Fahrt“ in diesem Bereich durch einen Damm von der neuen Fahrt abgetrennt, somit verlor die alte Kanalüberführung auch ihre Reservefunktion. Nachdem 1990 das Bauwerk, das Sperrtor und das daneben liegende Wärterwohnhaus unter Denkmalschutz kamen, wurde Mitte der 1990er Jahre das Wasser aus der Überführung abgelassen.

### Neue Kanalüberführung

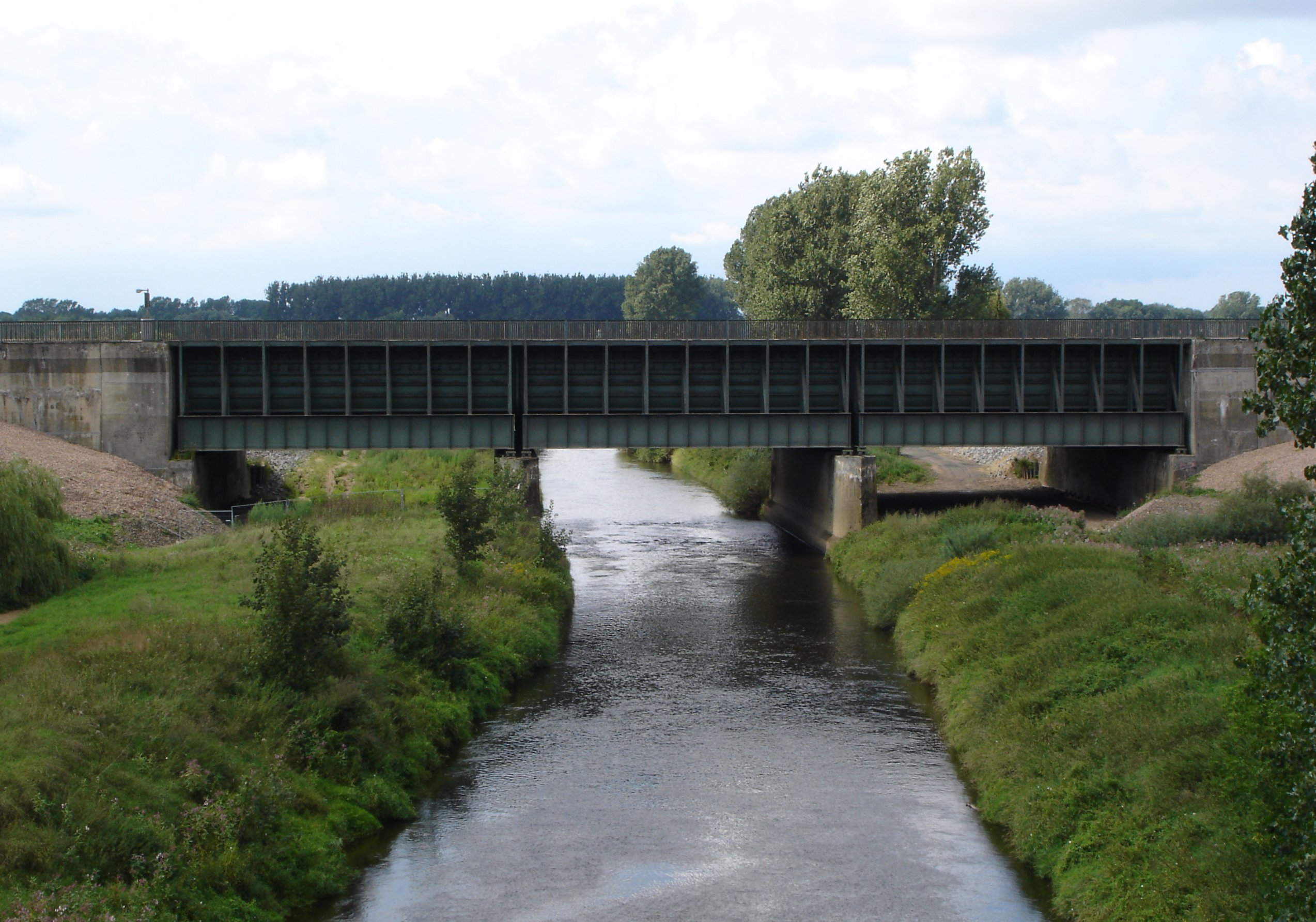
Südansicht der Überführung der „Neuen Fahrt“

Die „Neue Fahrt“ mit der neuen Kanalüberführung als Stahltrogbauwerk entstand 1939 ca. 160 m weiter nordwestlich. Gleichzeitig wurde der Betriebswasserspiegel um 0,40 m angehoben, so dass größere Schiffe den Dortmund-Ems-Kanal passieren konnten, auf dem Trogbauwerk aber nur einzeln wechselweise. 
Im Rahmen des Ausbaus der Südstrecke des Dortmund-Ems-Kanals für Großmotorschiffe mit bis zu 110,00 m Länge sowie mit Schubverbänden mit bis zu 185,00 m Länge bei 11,40 m Breite und einer Abladetiefe bis zu 2,80 m (Wasserstraßenklasse Vb) wird die „Neue Fahrt“ seit 2015 erneut ausgebaut. Dabei soll die Kanalüberführung in Doppeltrogbauweise neu errichtet werden. In diesem Rahmen soll zunächst ein Trog westlich der jetzigen Überführung neu gebaut werden, bevor der alte abgerissen und durch einen zweiten Trog ersetzt werden wird. Im Anschluss werden die beiden Sperrtore zurückgebaut, beide Tröge erhalten Revisionsverschlüsse und können so einzeln gelenzt werden. Um die Schifffahrt auf dem Dortmund-Ems-Kanal während der anfangs geplanten vierjährigen Bauarbeiten aufrechtzuerhalten, wird eine Umleitungsstrecke zwischen alter und neuer Fahrt eingerichtet, die nach der Fertigstellung der Neuen Fahrt in Teilen als Freizeitgebiet erhalten bleiben und durch eine Aussichtsplattform sowie eine Insel im Bereich der Schnittfläche mit der Alten Fahrt ergänzt werden soll. Diese Umleitungsstrecke und auch ihre provisorische Emsüberführung stehen bereits, doch wird das gesamte Bauvorhaben neue „Neue Fahrt“ wohl noch bis mindestens 2026 andauern.

## Galerie

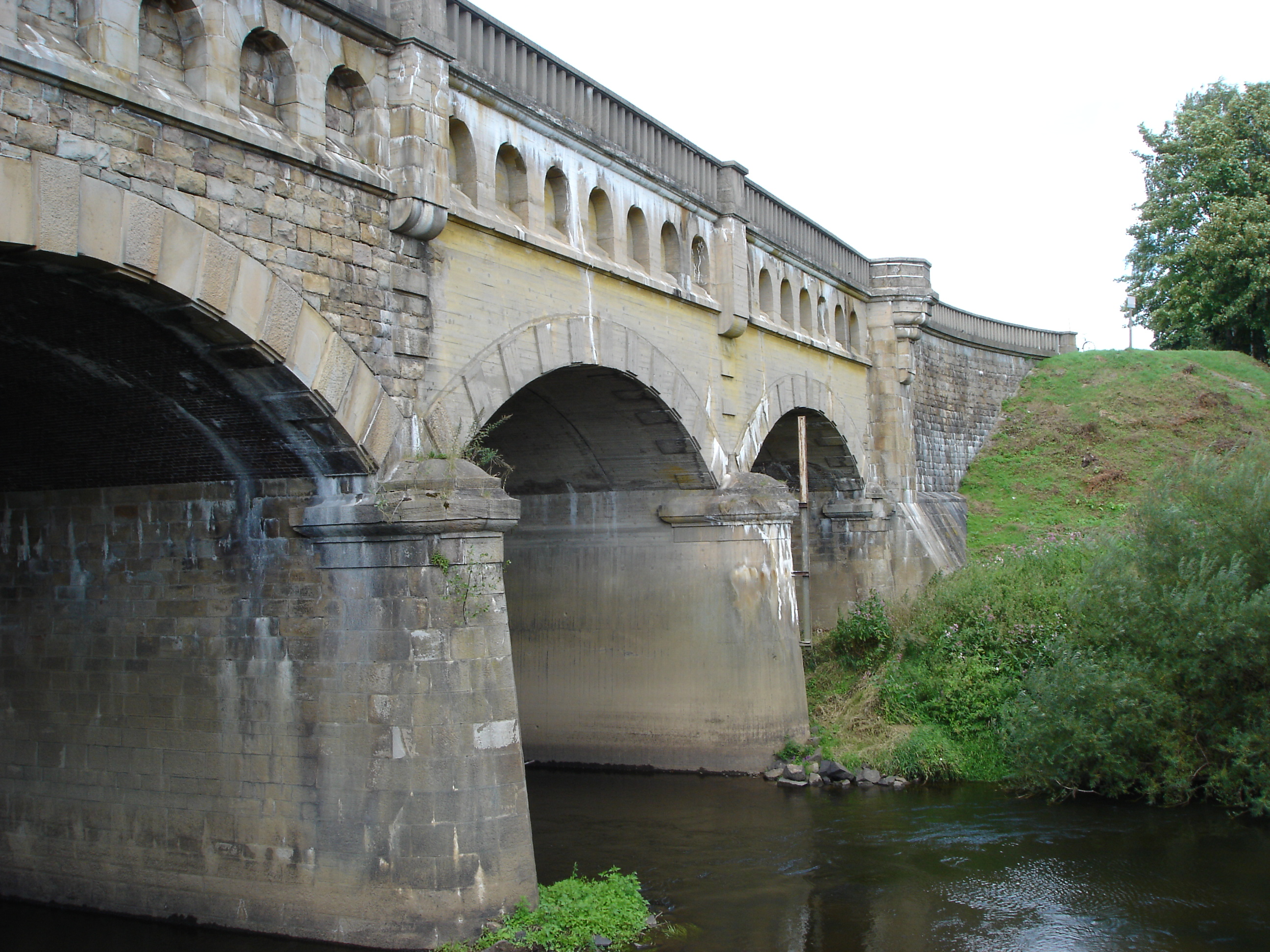
Reparierte Stelle des Bombentreffers
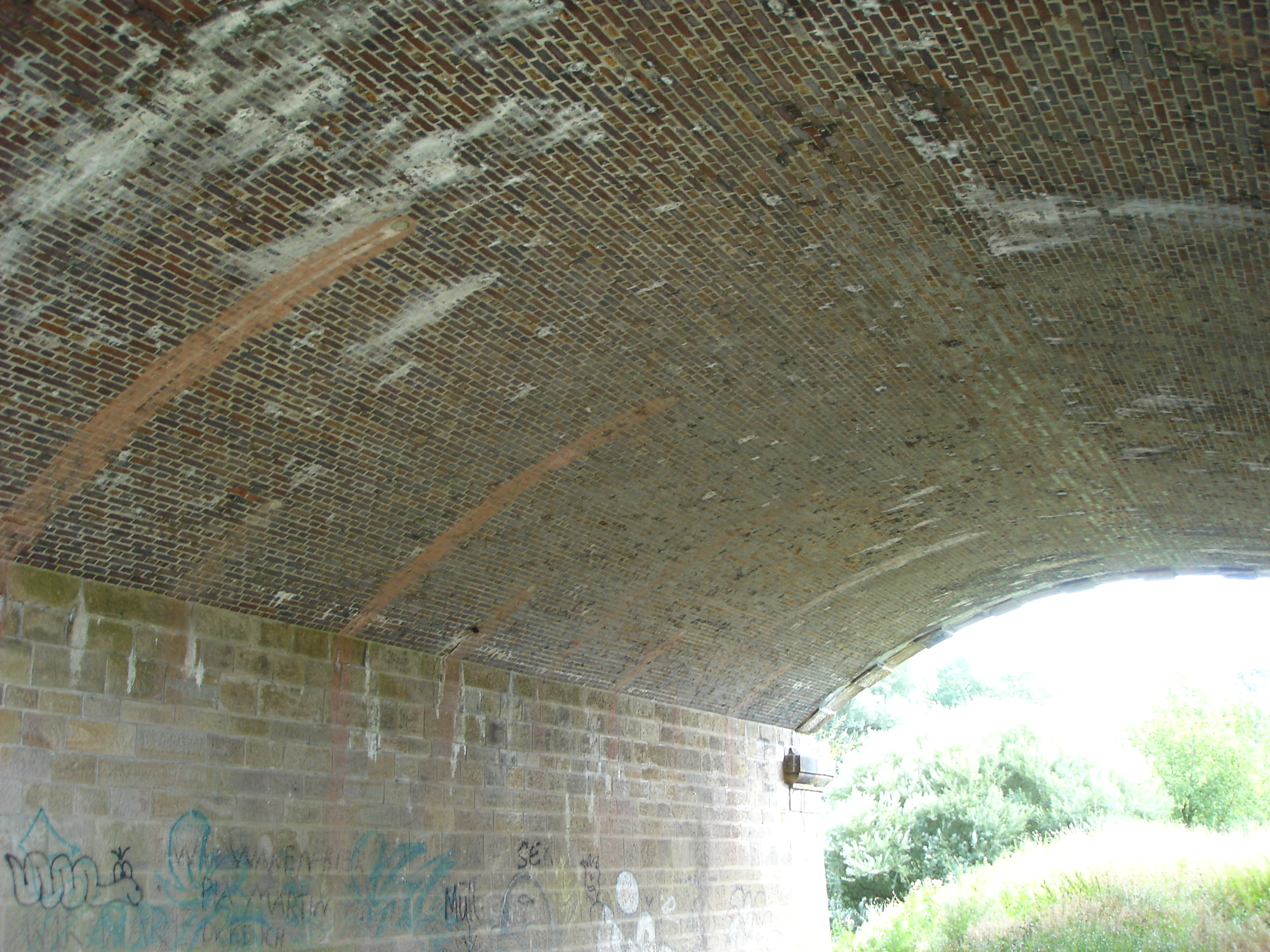
Blick unter den südwestlichen Bogen
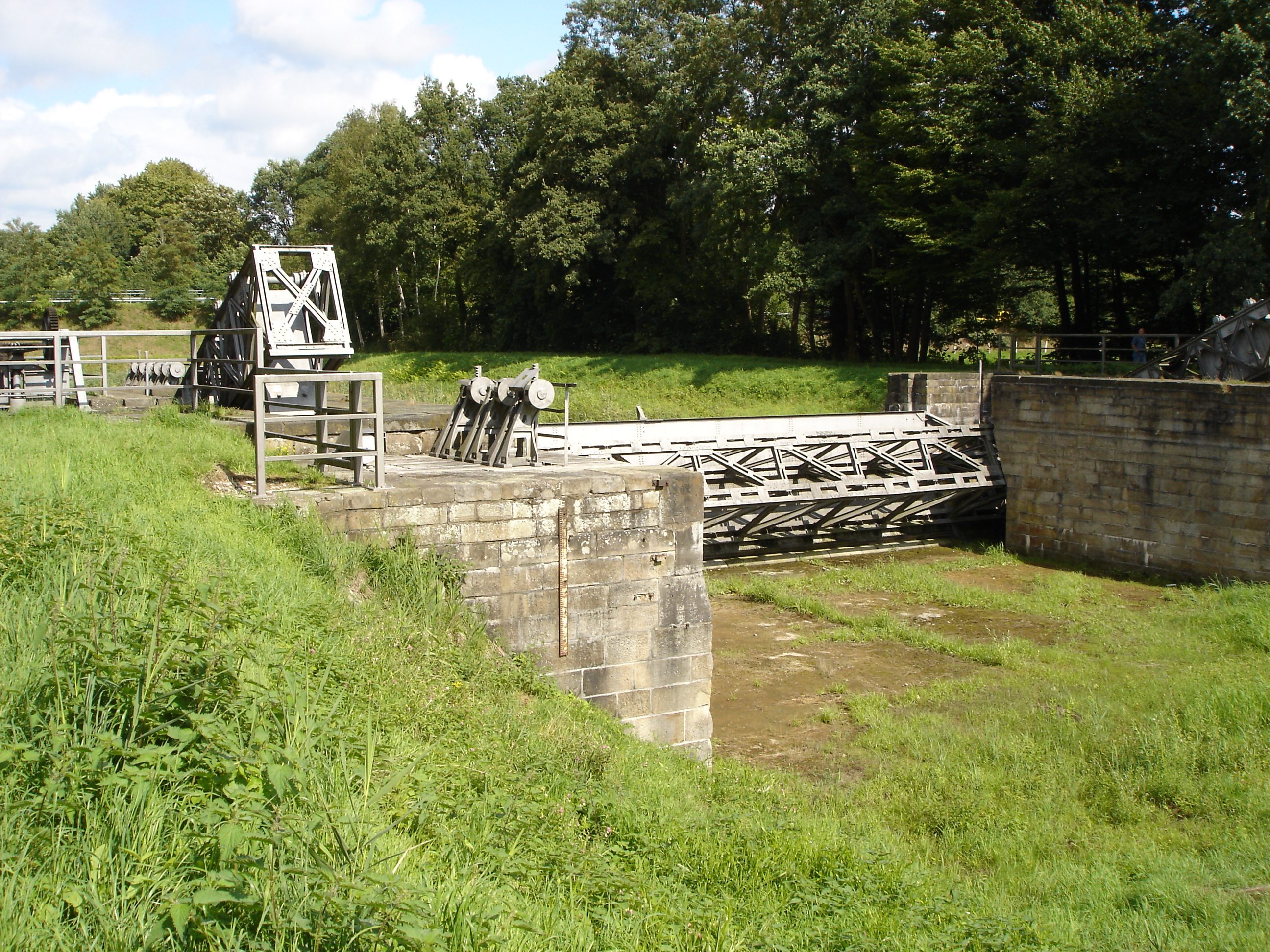
Rückansicht des Sperrtores